# Raised Fist
Raised Fist és un grup de música hardcore punk format l'any 1993 a la ciutat de Luleå. Actualment està format pels guitarristes Jimmy Tikkanen i Daniel Holmgren, el baixista Andreas Johansson, el vocalista Alexander Hagman i el bateria Matte Modin.
El nom de Raised Fist és en homenatge a la cançó de Rage Against the Machine «Know Your Enemy», que inclou el vers: «Born with a insight and a raised fist».

## Història
La banda va tocar al festival escandinau Roskilde el 2004. Al mateix temps van signar amb Burning Heart Records, que aplega diverses bandes de punk rock suec i hardcore punk. L'àlbum de la banda, Veil of Ignorance, publicat el 2009, va ser nominat a un Premi Grammy suec. Moltes de les cançons d'aquest àlbum van ser escrites per Hagman.
El 2010, Hagman va patir una greu enrampada elèctrica durant un concert a Sundsvall quan va tocar un cable d'alimentació que havia estat pelat pel contacte amb una tanca antidisturbis i es va ensorrar l'escenari.
El 2013, Raised Fist va signar un contracte de dos àlbums amb Epitaph Records. El 2015, després de treballar en les cançons durant cinc anys, Raised Fist va publicar l'àlbum From the North. El 2014, Hagman va aparèixer en una entrevista a la televisió sueca on va criticar la Directiva de la UE sobre l'aplicació dels drets de propietat intel·lectual als països membres.

## Discografia

### Àlbums d'estudi
- Fuel (1998)
- Ignoring The Guidelines (2000)
- Watch Your Step (2001)
- Dedication (2002)
- Sound Of the Republic (2006)
- Veil Of Ignorance (2009)
- From the North (2015)
- Anthems (Epitaph Records, 2019)[7]

### EP
- You're Not Like Me (1994)
- Stronger Than Ever (1996)